# ヘンドリック・ルダン
ヘンドリック・レダン（Hendrik Redant、1962年11月1日 - ）は、ベルギー、ニノヴ出身の元自転車競技（ロードレース）選手。

## 経歴
プロ年代は、1987年から1997年まで。
1987年、オムロープ・ヘット・フォルク 優勝
1988年、クールネ〜ブリュッセル〜クールネ 優勝
1990年
- クールネ〜ブリュッセル〜クールネ 優勝
- ツール・ド・ロワーズ 総合優勝
- シャンピオナ・デ・フランドル 優勝

1991年、西フラーンデレン3日間 総合優勝
1992年
- パリ〜ツール 優勝
- ジャパンカップサイクルロードレース 初代優勝者
- GPジェフ・シェーレン 優勝

1995年、フロット・プライス・スタット・ゾテヘム 優勝 
現役引退後、レース監督（Directeur sportif）を歴任。2005年から2007年までダヴィタモン・ロット（現 オメガファーマ・ロット）を務めた。
2012年から2018年までユナイテッドヘルスケア・プロサイクリングチームと同チームの女子チームのアシスタント・スポーツディレクターを務めた。
2019年からチーム・ディメンションデータのアシスタント・スポーツディレクターを務め、UCIワールドチームとしての後継チームが消滅した2021年まで務めた。
2022年からはヒューマンパワードヘルスのアシスタント・スポーツディレクターを務めている。